# Saint-Georges (Tarn e Garonna)
Saint-Georges è un comune francese di 216 abitanti situato nel dipartimento del Tarn e Garonna nella regione dell'Occitania.

## Società

### Evoluzione demografica
Abitanti censiti